# حسین هشام
حسین هشام (انگلیسی: Hussein Hashim؛ زادهٔ ۱ ژوئیهٔ ۱۹۳۳) بازیکن فوتبال اهل عراق بود.
وی همچنین در تیم‌های ملی فوتبال زیر ۲۳ سال عراق و عراق بازی کرده‌است.